# Ringwil
Ringwil är en ort i kommunen Hinwil i kantonen Zürich, Schweiz. 